# ActionShot

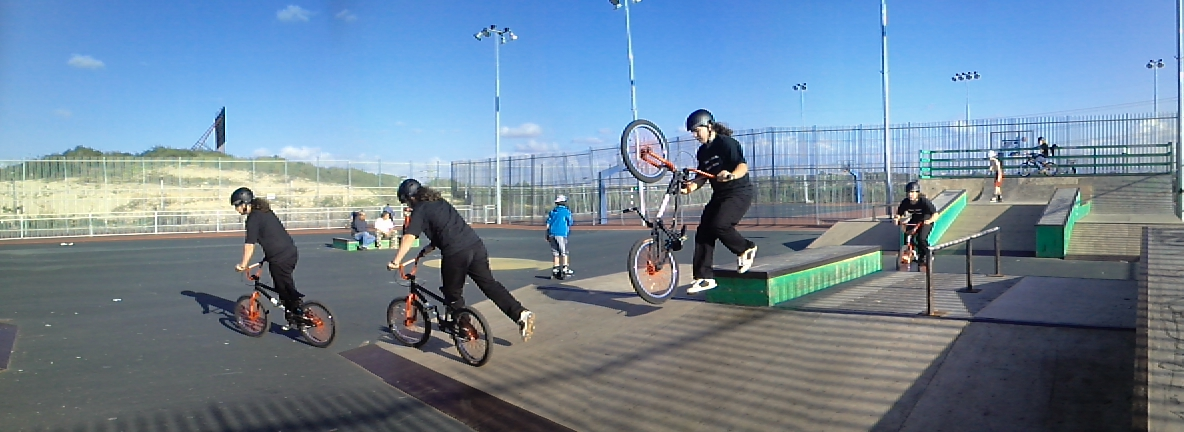
Fotografia d'acció d'un pilot de bicicletes.

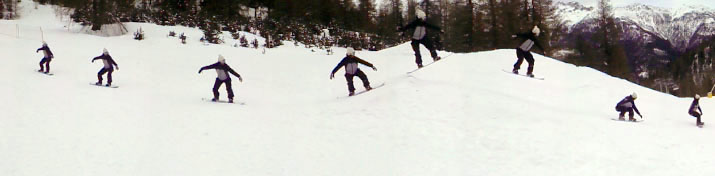
Fotografia ActionShot d'un snowboarder.

ActionShot és un mètode per capturar un objecte en acció i mostrar-lo en una sola imatge amb diverses aparicions seqüencials de l'objecte.
Noms addicionals: sinopsi d'acció, sinopsi de moviment, sinopsi de vídeo panoràmic, fotografia fixa dinàmica, mosaic de sinopsi, estromoció.

## Antecedents
Hi ha molts mètodes per capturar imatges panoràmiques, alguns totalment manuals o semiautomàtics i altres completament automàtics. Tanmateix, la majoria d'aquests mètodes serveixen per crear fotografies panoràmiques d'un paisatge estàtic. En canvi, la captura d'una escena dinàmica (és a dir, enregistrar el moviment d'un objecte en moviment) es fa normalment mitjançant la gravació de vídeo.
ActionShot és un mètode que combina elements tant de fotografia panoràmica com de vídeo per crear fotos panoràmiques d'escenes dinàmiques que tenen lloc en una àrea gran angular. Això implica capturar un objecte en moviment (per exemple, una persona corrent, anant en bicicleta o esquiant) i representar diverses instàncies d'aquest objecte sobre un únic fons panoràmic.

## Mètodes

### Maquinari
S'han utilitzat estroboscopis per crear imatges estàtiques d'una acció. L'objecte en moviment s'il·lumina amb els llampecs periòdics generats per l'estroboscopi i és filmat per una càmera fotogràfica amb una exposició llarga. Això resulta en una fotografia que mostra diverses imatges de l'objecte al llarg del seu recorregut.
La fotografia ActionShot ja està disponible com a part de l'aplicació de la càmera als dispositius Samsung Android Galaxy Premium (Samsung Galaxy S i Samsung Galaxy S2) o descarregant l'aplicació Nokia Smartcam als telèfons Microsoft Lumia.

### Edició manual d'imatges
Per crear manualment una imatge panoràmica dinàmica, un fotògraf ha de fer diverses fotos o fotogrames d'un vídeo d'alta resolució d'un objecte en moviment i després combinar-los mitjançant el registre d'imatges manuals, seguit de la cosida d'imatge d'imatges manuals. Els programes d'edició d'imatges poden ajudar-vos en aquest procés.

### Processament automàtic d'imatges
Els primers mètodes de processament d'imatges digitals van crear un "mosaic de sinopsi" mitjançant la creació d'una imatge panoràmica i una seqüència de vídeo on s'assignaven pesos més elevats als objectes en moviment.
No obstant això, un bon registre d'imatges i costures per si soles no eren suficients per crear una imatge realista, perquè si l'objecte en moviment se superposa, el resultat combinat sembla altament antinatural.
Per crear imatges fixes de sinopsi i fins i tot vídeos atractius, cal que els objectes en moviment no se superposin al resultat compost.

## Mètodes relacionats
- Sinopsi d'acció per a animació per ordinador